# Estilo wayang kamasan

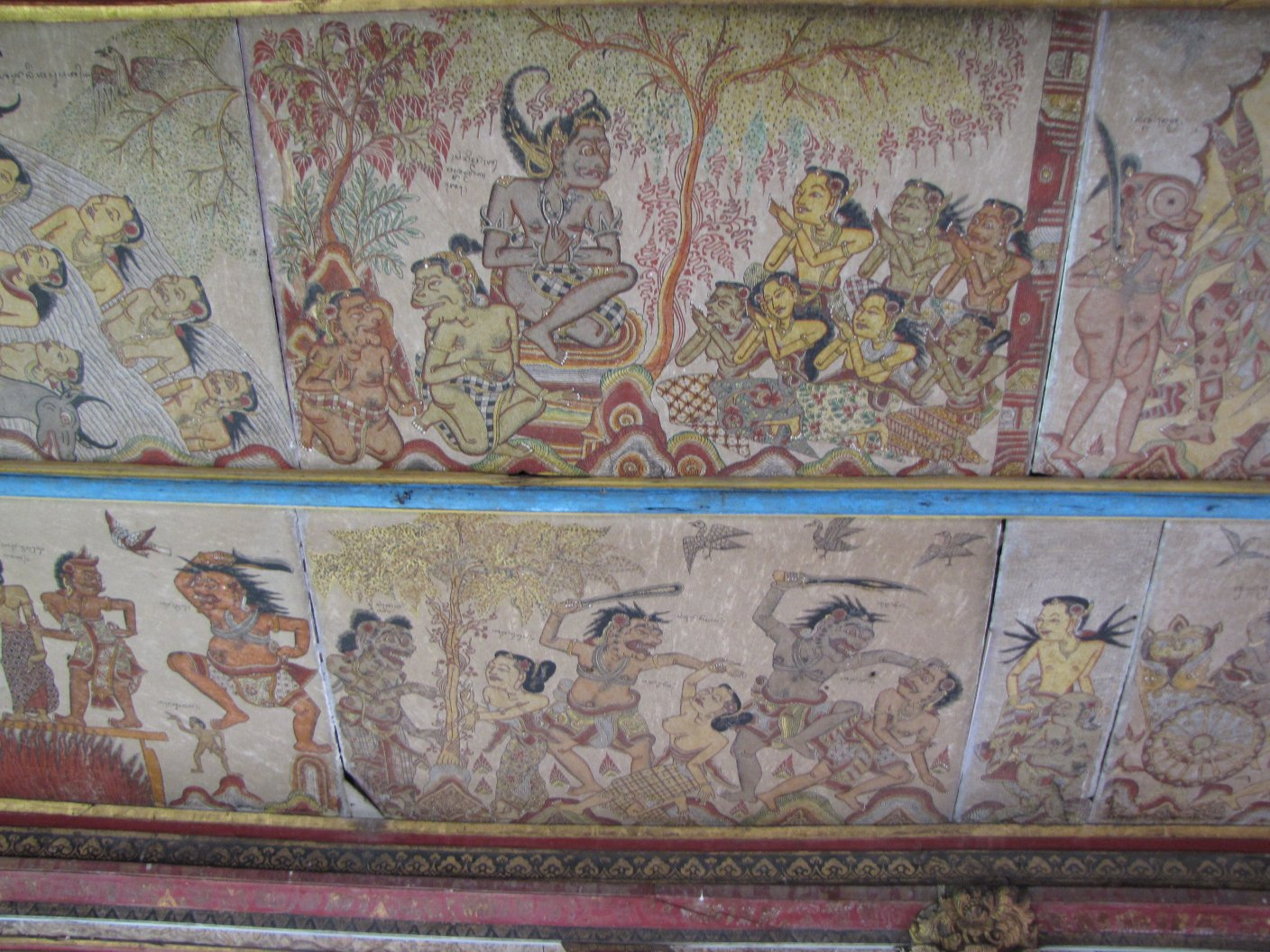
Pinturas del pabellón Kerta Gosa en estilo kamasan.

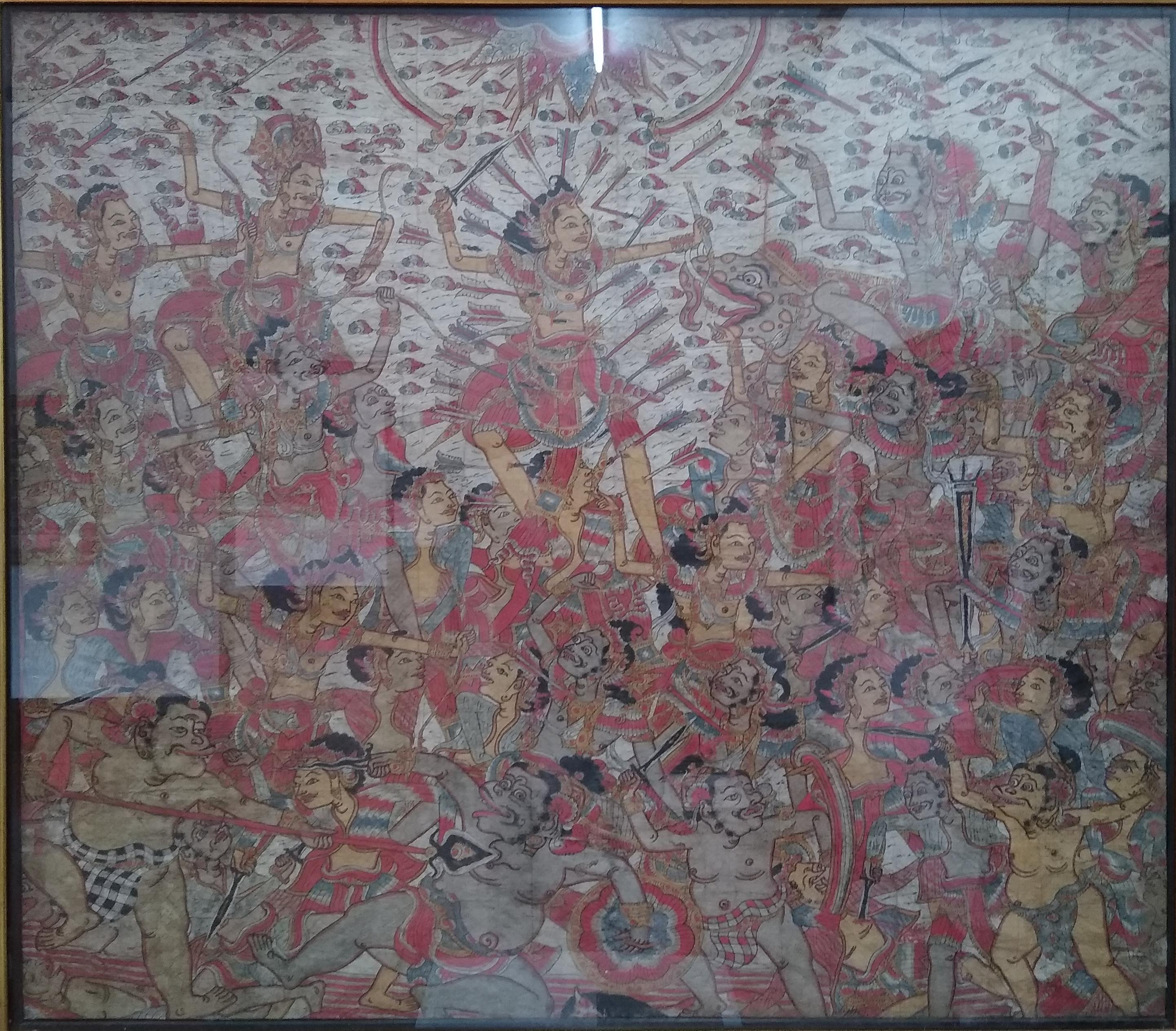
La muerte de Abhimanyu (Abhimanyu Gugur), estilo kamasan en el Museo Néka en Ubud, Bali.

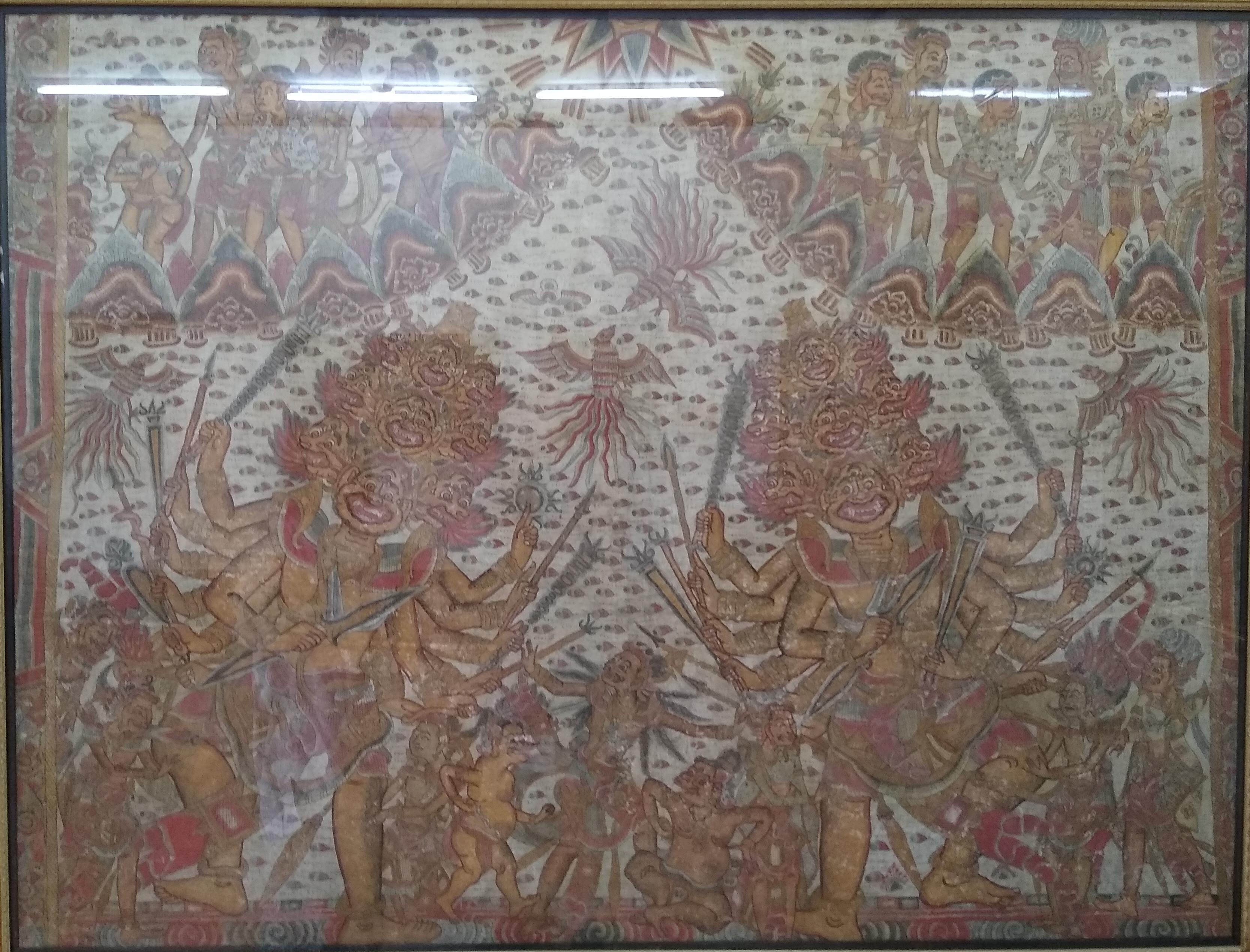
Transformación demoníaca (Perubahan Kejam), estilo kamasan en el Museo Néka en Ubud, Bali. Finales del.

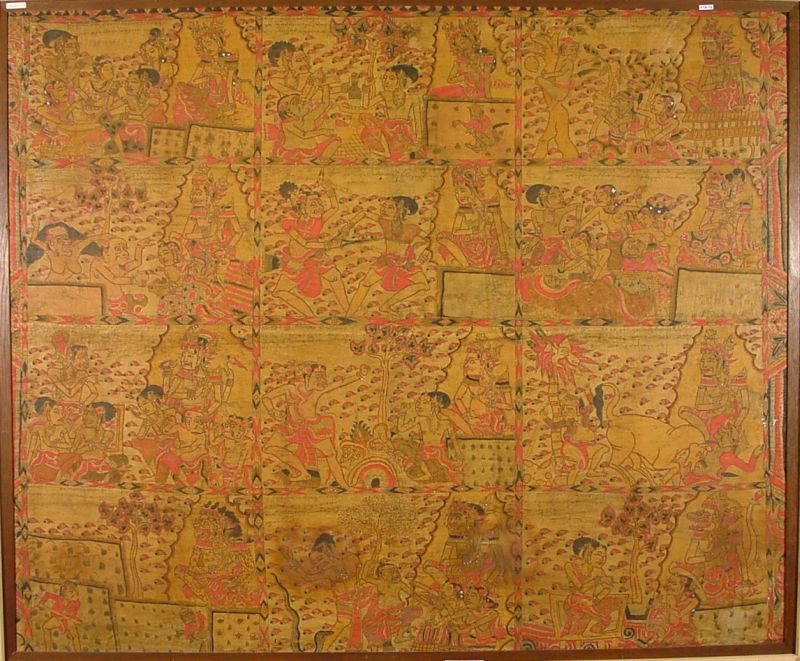
Estilo wayang kamasan que Representación del significado mágico de los terremotos en los doce meses del año en estilo wayang kamasan. c. 1926. Tropenmuseum.

El estilo wayang kamasan o, simplemente, estilo kamasan es un estilo principalmente pictórico que se consolida en el siglo XVII y representa una continuación del arte tradicional original de la pintura en Bali, Indonesia.
Es un estilo influenciado por el wayang kulit indonesio, donde las figuras humanas y las sobrenaturales se representan planas, bidimensionales.

## Historia
Para entender el particular concepto de valores de la pintura balinesa wayang kamasan hay que remontarse a la historia de la pintura en Bali, a los tiempos en que la pintura estaba subordinada a las necesidades religiosas del entorno social. La pintura era el medio requerido para presentar una ofrenda en un ritual religioso o bien al rey, divinizado o no, y a las familias reales de la isla.
Wayang kamasan se originó en la villa de Kamasan, kabupaten de Klungkung, sudeste de Bali. El arte de wayang kamasan ha existido desde la época en que Ida Dalem Waturenggong, mediados del siglo XVI, era la reina del reino de Gelgel y ha continuado hasta nuestros días.
A finales del siglo XVIII, apareció un sanging (artista) llamado posteriormente Mudara, aunque su verdadero nombre era Gede Marsadi. Su gran habilidad en la pintura wayang comenzó a ser conocida por el rey de Klungkung I Dewa Agung Made, que le encargó que hiciera un cuadro del patih (primer ministro) Mudara.
El encargo resultó tan satisfactorio que el rey le concedió el sobrenombre de Mudara. Y no solo eso, sino que su forma y estilo de pintura se convirtieron en el estándar del estilo wayang kamasan, conociéndola también como 'pintura balinesa clásica tradicional' porque tiene uger-uger (reglas) que no se pueden violar y se han conservado de generación en generación. 

## Clasificación de las formas de representación
Se han clasificado las formas de las representaciones de wayang kamasan en 4 grupos principales:
1. Wong-wongan: La forma de la imagen de wong-wongan es un símbolo de la naturaleza del significado de Buwana Agung y Buwana Alit, por ejemplo, la representación de los caballeros, gigantes/danawa, los dioses y la representación de Acintya. Jajalegnya (forma del cuerpo) toma la forma de un cuerpo humano, dándole un rostro de dulzura, gigantismo o violencia. La decoración se adapta a su naturaleza y posición y en general son similares a todos ellos.
2. Bala-bala: Bala-bala es una representación de personas comunes que toman forma humana (wong). Una imagen de una familia o un granjero que está sentado sobre miel. La descripción de las costumbres no es la misma que la de los dioses y diosas. Las decoraciones utilizadas por este grupo son muy simples y diferentes a las del grupo wong-wongan. En la historia de la batalla de estos ejércitos, se representan armados con puñales, cuchillos, lanzas y flechas.
3. Baburonan: A Baburonan no le gusta la imagen de la naturaleza salvaje como paksi, kuluk, samong, león, elefante y tiosan. Los fugitivos se representan como fugitivos, pero Garuda y Vimana están representados por seres humanos.
4. Kahanan Palemahan: Kahanan Palemahan muestra el estado de la tierra, el mar, las montañas, el bosque y el desierto. Mantener la condición de Palemahan se basa en un marco único.

## Características
El pintor utiliza pigmentos naturales y trabaja con pluma y pincel de fabricación casera y tiene especial cuidado en la perfección de la línea, la forma, la proporción y la composición cromática en base a una regla iconográfica. El artista tradicional se enorgullecía cuando otros artistas intentaban copiar su obra.

## Ejemplos
El estilo puede verse, en un sentido amplio, en varios ejemplos, no solo en pintura, sino también en escultura. Las esculturas en Candi Jago en Java Oriental son narraciones del Mahabharata son buenos ejemplos. A lo largo del relieve, las imágenes de fondo son muy dinámicas con la sugerencia de profundidad. Sin embargo, los puntos focales, que son las figuras, son muy estáticos y planos en comparación con el resto de esculturas. Un ejemplo en la región de Klungkung de Bali es el pabellón Kerta Gosa, en una serie de murales pintados que ocupan nueve niveles y están hechos en estilo kamasan. La relación de la imaginería y el wayang kulit se ven más claramente gracias al uso del color. Las figuras planas del mural cobran vida y un sentido de carácter gracias al uso de patrones decorativos y colores, que son iguales o similares a los que se utilizan cuando estos personajes mitológicos y religiosos se traducen al propio wayang kulit.